# Hundimiento del HMS Sheffield
El hundimiento del HMS Sheffield ocurrió el 10 de mayo de 1982 a raíz de un ataque de misiles argentinos ejecutado el 4 de mayo anterior. Una pareja de cazabombarderos Super Étendard dispararon un par de misiles Exocet AM 39 contra aquel destructor británico. Un número de 20 miembros de la tripulación murieron en el acto.
La operación militar argentina fue pionera, en cuanto a que el ataque fue el primero consistente en el uso de misiles por parte de aviones contra barcos.

## Antecedentes
Las aeronaves y los misiles utilizados en el hundimiento, habían sido adquiridos por la Armada Argentina meses antes del conflicto. Los británicos estaban al tanto de esta adquisición, por ende, específicamente luego de que se produjera el hundimiento del ARA General Belgrano, el 2 de mayo, y el ataque al ARA Alférez Sobral el 3 de mayo, se esperaba un ataque en respuesta a los ataques ocurridos. Este ataque habría sido el primer encuentro entre los misiles franceses y los británicos.
El 1 de mayo los Super Étendard habían abortado un ataque por una avería en el vuelo. Tras una meditación sobre esta misión el Comando de la Fuerza de Tareas 80 aprendió que debía utilizar el misil Exocet solo contra el Grupo de Batalla de Portaviones británico.
El comandante del Grupo de Batalla de Portaaviones, almirante John Forster Woodward, aguardaba repetir el éxito británico de abatir muchos aviones argentinos del 1 de mayo. El Grupo de Batalla de Portaaviones, integrado por el HMS Hermes y HMS Invincible navegó hacia el oeste durante la noche, para posicionarse a una distancia de 100 millas náuticas al sur de Puerto Argentino. Un grupo de tres destructores Tipo 42 se posicionó a una distancia de 20 millas náuticas prestos a enfrentar la amenaza aérea argentina.

## Ataque

### Preparativos
El avión de exploración SP-2H Neptune con la matrícula 2-P-112 de la Unidad de Tareas 80.2.1 despegó a las 05:07 horas (UTC-3) del 4 de mayo, de la Base Aeronaval Río Grande. El vuelo, requerido por la Fuerza Aérea Argentina para el cruce de tres C-130 Hercules, detectó exocet del radar de búsqueda de un destructor Tipo 42. El Comando de la Fuerza de Tareas 80 resolvió entonces alistar un par de aviones Super Étendard armados con un Exocet cada uno.
El teniente de fragata Armando Mayona y el segundo comandante de la Escuadrilla Augusto Bedacarratz, se alistaban en los Súper Etendard con misiles Exocet, para llevar a cabo el ataque a los blancos que se habían detectado temprano en la mañana. Al respecto Perales Garat indicó qué:	
El 4 de mayo, dos días después del hundimiento del ARA General Belgrano, la Task Force (TF) inglesa se encontraba en el océano Atlántico a unas 430 millas náuticas (mn) de la costa argentina, navegando en demanda del archipiélago de las Malvinas, con las siguientes misiones:
— Neutralizar a la fuerza aérea y naval argentina.
— Desembarcar a la fuerza anfibia en tierra con seguridad.
— Dar todo el apoyo posible (aéreo, logístico y de fuego) a la fuerza anfibia para conseguir la rendición de los argentinos en las islas. (2013, p.2)
Esta era la posición y los objetivos del buque británico antes de ser atacado. El HMS Glasgow y el HMS Coventry se encontraban cercanos al Sheffield y otros buques ingleses lo rodeaban asimismo.
El avión cisterna KC-130H Hercules TC-69 «Rata» al mando del vicecomodoro Eduardo Pessana decoló a las 08:45 de la Base Aérea Militar Río Gallegos. La Fuerza Aérea Argentina también brindó apoyo a la Armada con el vuelo de un Learjet 35 para diversión; y dos parejas de cazabombarderos Dagger, una al mando del capitán Almícar Cimatti para proteger a los Super Étendard y al KC-130H, y la otra al mando del capitán Carlos Moreno para cubrir al SP-2H Neptune.
El SP-2H, padeciendo problemas graves para cumplir su misión por su antigüedad, mantuvo actualizada la posición del blanco mientras los cazabombarderos se aproximaban a la zona.

### Acción de los Super Étendard
Los Super Étendard 3-A-202 y 3-A-203, tripulados por el capitán de corbeta Augusto Bedacarratz y el teniente de navío Armando Mayora, despegaron a las 09:44 de Río Grande. Los cazabombarderos navegaron en un perfil de vuelo alto hasta reunirse con el KC-130H a las 10:04. Los Super Étendard efectuaron reabastecimiento en vuelo y se alejaron hacia al objetivo. Estaban a una distancia de 250 millas del blanco. Los Super Étendard adoptaron una actitud de baja altura, silencio de radio y de radar para evitar la detección por parte del enemigo.
A las 10:10 el SP-2H actualizó los contactos del radar obteniendo una cantidad de tres. Los contactos estaban en la posición 52°33′0″S 57°40′5″O / -52.55000, -57.66806. Los Super Étendard recibieron esta información a las 10:35.
Los Super Étendard enfrentaban tiempo malo con lloviznas, niebla, visibilidad menor a media milla (920 metros aproximadamente) y un techo de vuelo de 500 pies (150 metros aproximadamente).
El Grupo de Batalla de Portaviones de los británicos estaba dispuesto con los portaviones Hermes e Invincible a 20 millas al este, protegidos por los destructores Coventry, Glasgow y Sheffield. Cuatro cazabombarderos Sea Harrier FRS.1 estaban en patrulla aérea de combate. Entre los destructores de avanzada y los portaviones había una segunda línea formada por las fragatas Arrow, Yarmouth y Alacrity más el destructor HMS Glamorgan. Detrás de ellos se encontraban tres barcos auxiliares, colocados para confundir a los radares argentinos, y finalmente los portaviones con una fragata Tipo 22 antisubmarina cada uno, armadas también de modernos misiles Sea Wolf.
Cuando estaban 40 millas al oeste, los Super Étendard ascendieron levemente —300 metros— para encender sus radares, hacer tres barridos con el radar para obtener el blanco, y volver a descender. En ese momento el HMS Glasgow detectó a los aviones argentinos, dando el primer aviso del ataque inminente.
Los Super Étendard lanzaron sus misiles simultáneamente a las 11:04 horas. Aunque se desconoce la distancia exacta a la que se lanzaron los misiles argentinos, cuando se encontraron en la posición perfecta, lanzaron sus misiles. Luego, los Super Étendard invirtieron su rumbo y regresaron a velocidad máxima tranquilamente. A las 12:10 aterrizaron en Río Grande. El SP-2H 2-P-112 había aterrizado a las 12:04 en Río Grande.
Poco minutos después del lanzamiento, los tripulantes del destructor Sheffield vieron el misil aproximándose. Un misil impactó en el medio de la banda de estribor y penetró en el casco. El impacto produjo un agujero de 4 metros × 1 metro. Una suma de 21 tripulantes murieron en el acto y 63 fueron heridos.
Hay quienes afirman que el misil sí explotó, mientras otros creen que los simples efectos del impacto y el incendio que provocó fueron los suficientes para derrotar la nave. 
El otro misil habría caído al mar pasando cerca de la fragata Yarmouth. Una versión del hecho reza que golpeó averiando al portaviones Hermes.
Los intentos de ayuda por parte de los otros buques no fueron fructíferos. La enorme nube de humo negro que invadió el buque hizo estas tareas dificultosas, además de la falla en las motobombas y la falta de presión en las mangueras para cesar el fuego.
Casi cuatro horas después del ataque, la situación no había mejorado, se decide abandonar el buque. El incendio del buque siguió por dos días, hasta el 6 de mayo. Luego de que se apagaron los fuegos, al HMS Yarmouth se le ordenó que remolcara el buque fuera de la zona de exclusión. Sin embargo, el 10 de mayo de 1982, el histórico buque británico HMS Sheffield, finalmente, se hunde.  

### Sheffieldatacado
Perdido contacto con el Sheffield, los británicos creían que había sido torpedeado, por lo que se ordenó a todos los helicópteros antisubmarinos cercanos acudir al destructor para buscar y atacar al submarino enemigo.

## Consecuencias
Según Bóveda (2015, p. 82), el almirante Woodward comenzó a temer otro ataque con misiles Exocet, por lo que los británicos recurrieron a un ataque a la Base Aeronaval Río Grande, en la isla Grande de Tierra del Fuego.